# Mrzljaki
Mrzljaki is een plaats in de gemeente Netretić in de Kroatische provincie Karlovac. De plaats telt 17 inwoners (2001).